# Sheung Wan (métro de Hong Kong)
Sheung Wan (chinois traditionnel : 上環) est une station de l'Island Line du métro de Hong Kong. Elle dessert le quartier de Sheung Wan à Hong Kong qui est une région administrative spéciale de la Chine.
Mise en service en 1986, elle est le terminus ouest de la ligne jusqu'en 2014, lors du prolongement jusqu'à Kennedy Town. Elle est en correspondance avec le Hong Kong–Macau Ferry Terminal (en).

## Situation sur le réseau

Plan du métro de Hong Kong.

La station Sheung Wan est une station de située sur l'Island Line (ligne bleue), entre la station Sai Ying Pun, en direction du terminus ouest Kennedy Town, et la station Central, en direction du terminus est Chai Wan.
La station est constituée de deux quais latéraux, avec portes palières, qui encadrent les deux voies de la ligne.

## Histoire
La station Sheung Wan est mise en service le 23 mai 1986, lors de l'ouverture à l'exploitation du prolongement de l'Island Line, depuis la station Admiralty. Elle est le terminus ouest de la ligne jusqu'au 28 décembre 2014, date du prolongement de la ligne jusqu'au nouveau terminus ouest Kennedy Town.

## Services aux voyageurs

### Accès et accueil
La station dispose de plusieurs accès: au nord : A1 (handicap), A2, B, C et D (prolongement piétonnier vers le terminal ferry) ; et au sud E1, E2, E3 (handicap), E4 et E5. ces entrées-sorties donnent accès au hall nord et au hall sud du premier niveau souterrain (billetterie et contrôle), qui permet d'accéder au deuxième niveau : mezzanine nord et mezzanine sud qui permettent les accès et les échanges entre les quais de la station à ses extrémités nord et sud,.

### Desserte
Sheung Wan est desservie par les rames qui circulent entre les deux terminus de la ligne de 5h55 à 01h16.

Installations et desserte
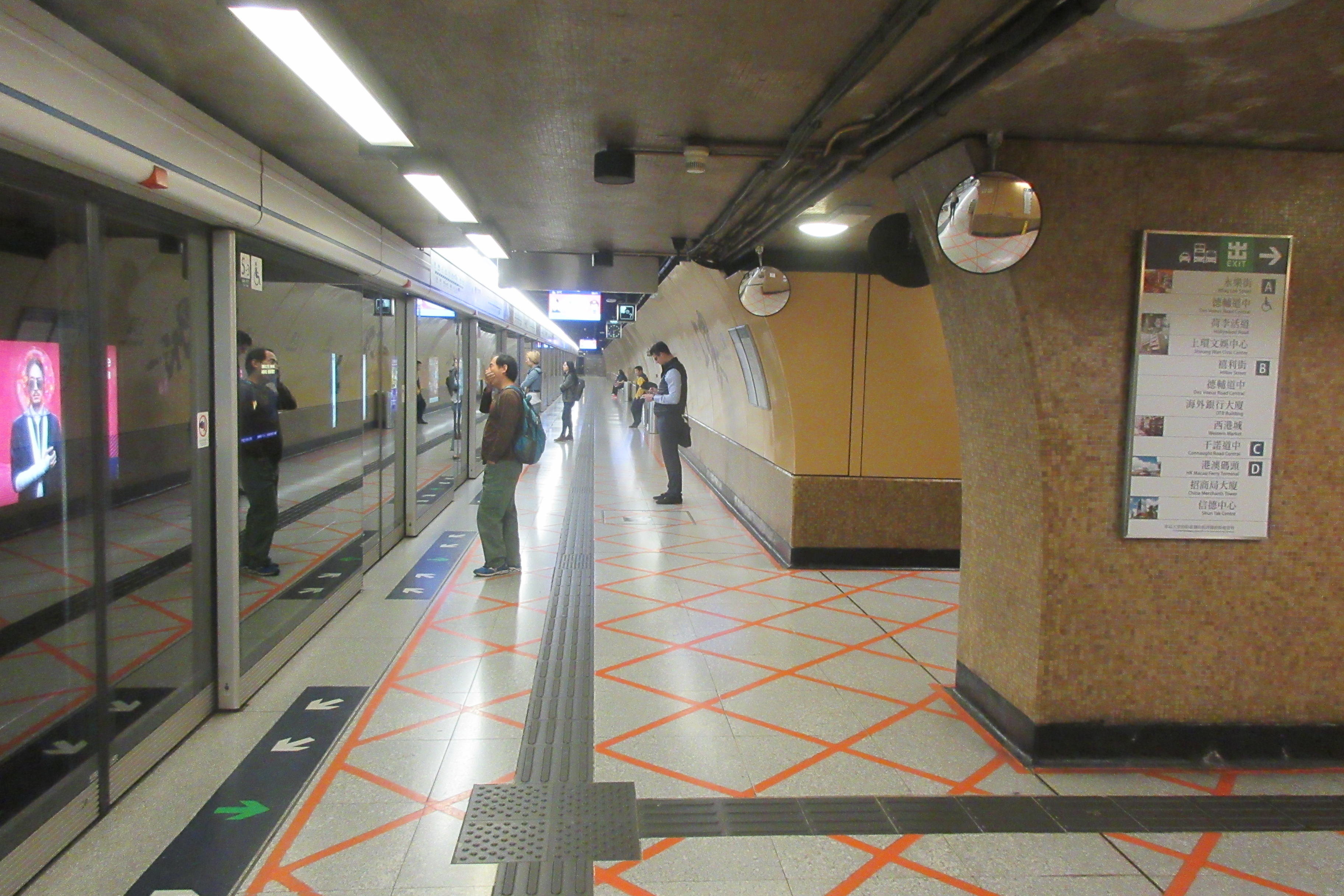
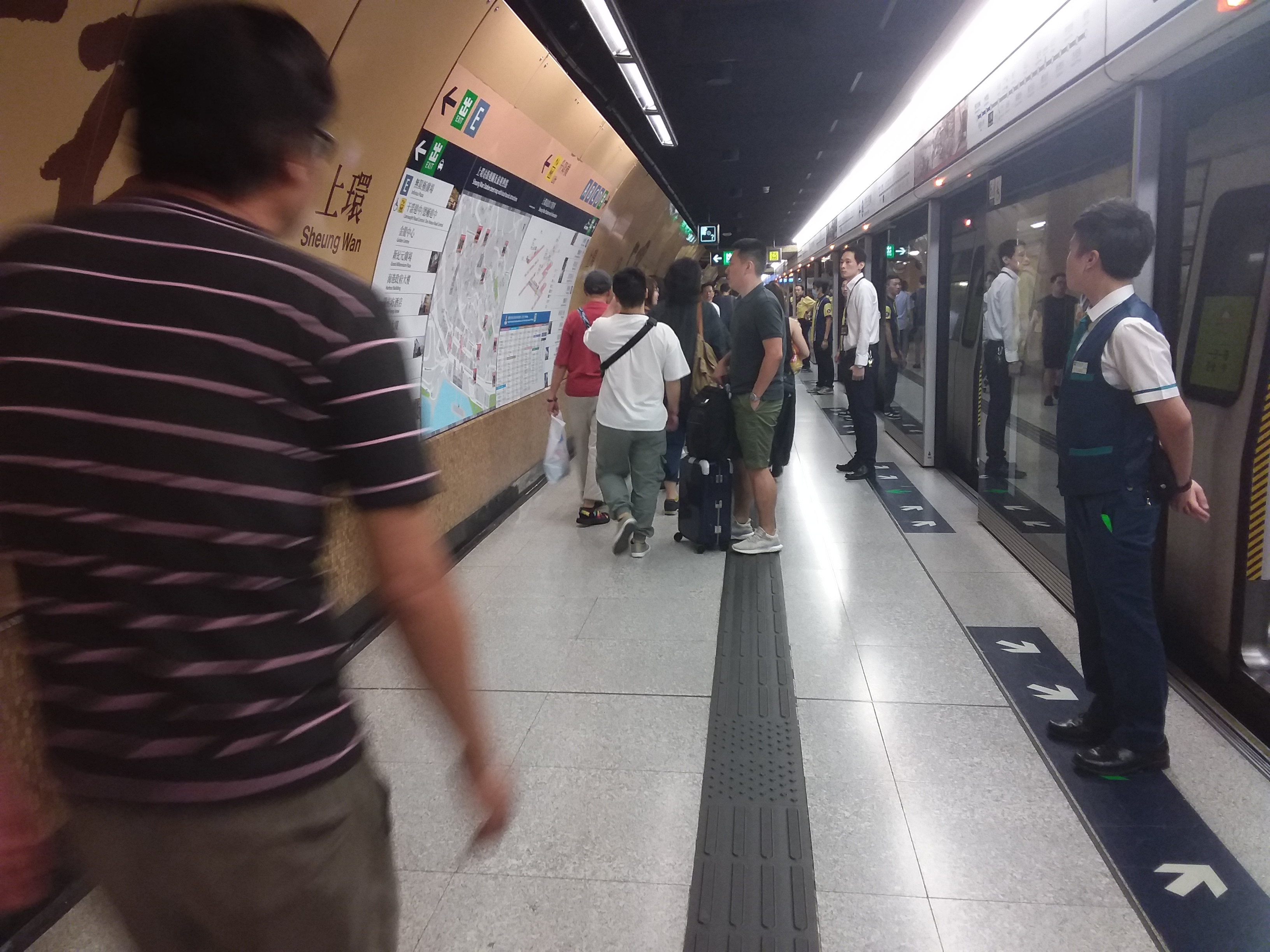
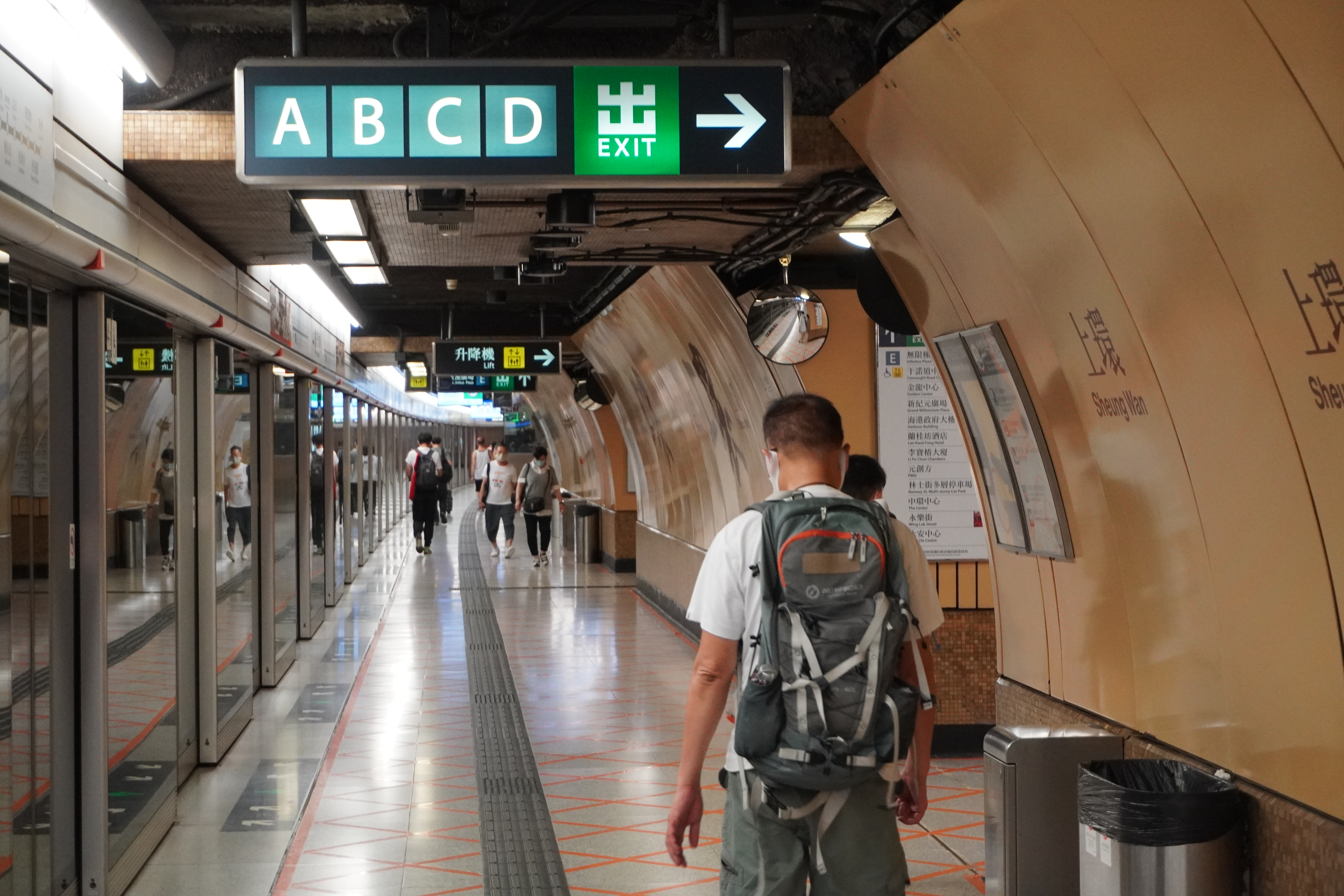

### Intermodalité
La station permet des correspondances : avec le tramway de Hong Kong, facilitées par les sorties : A1, B, E1 et E3 ; et avec le terminal Hong Kong–Macau Ferry Terminal (en), desservi par des navires rapides à destination de Macao ou des nombreuses îles de la Rivière des Perles.